# Якутская ГРЭС-2
Якутская ГРЭС-2 (Якутская ГРЭС Новая) — тепловая электростанция (ГТУ-ТЭЦ) в городе Якутске. Одна из самых молодых электростанций на Дальнем Востоке России (введена в эксплуатацию в 2017 году). Эксплуатируется ПАО «Якутскэнерго» (входит в группу РусГидро).

## Конструкция станции
По конструкции Якутская ГРЭС-2 представляет собой тепловую газотурбинную электростанцию с комбинированной выработкой электрической и тепловой энергии (ГТУ-ТЭЦ). Установленная мощность электростанции — 164,032 МВт, установленная тепловая мощность — 469 Гкал/час. В качестве топлива используется природный газ Средневилюйского месторождения. Сооружения станции размещаются на двух изолированных площадках — основной площадке на горе Чочур-Муран и вторичной площадке у ее подножия. Между собой площадки соединены технологической эстакадой. На основной площадке находятся главный корпус электростанции, здание электротехнических устройств, вспомогательные здания. На вторичной площадке возведен объединенный корпус под центральный тепловой пункт (ЦТП), водоподготовительные установки (ВПУ), насосная станция хозяйственно-питьевого водоснабжения с баками запаса воды. В ЦТП размещается теплообменное и насосное оборудование для подачи сетевой воды в городские сети теплоснабжения и установка для обеспечения теплосетей подпиточной водой. Сооружения станции располагаются в зоне вечной мерзлоты. В главном корпусе электростанции расположены:
- четыре энергоблока мощностью 40,634 МВт, 40,441 МВт, 41,085 МВт и 41,872 МВт, каждый из которых включает в себя газовую турбину LM6000-PF/DF, генератор BDAX 7-290 ERJT и котёл-утилизатор КУВ 38,1-185;
- три пиковых водогрейных котла КВ-ГМ-116,3-185.

Выдача электроэнергии в энергосистему производится с комплектного распределительного устройства (КРУЭ) напряжением 110 кВ по следующим линиям электропередачи:
- ВЛ 110 кВ Якутская ГРЭС-2 — Якутская ГРЭС, 2 цепи;
- ВЛ 110 кВ Якутская ГРЭС-2 — ПС Хатын-Юрях, 2 цепи;
- ВЛ 110 кВ Якутская ГРЭС-2 — ПС Табага, 2 цепи;
- ВЛ 110 кВ Якутская ГРЭС-2 — ПС Бердигестях;

## История строительства и эксплуатации
Решение о строительстве станции было принято в 2012 году, когда по указу Президента России на строительство четырех тепловых станций на Дальнем Востоке (включая Якутскую ГРЭС-2) РусГидро было выделено на 50 миллиардов рублей. В 2013 году было получено положительное заключение Главгосэкспертизы России на проект станции, разработанный ОАО «Институт Теплоэлектропроект». Строительные работы на площадке станции были развернуты в 2014 году, в 2015 году на площадку станции были доставлены и смонтированы газотурбинные установки. Строительство первой очереди Якутской ГРЭС-2 было завершено 1 ноября 2017 года.
Якутская ГРЭС-2 должна заменить выбывающие мощности Якутской ГРЭС, создать дополнительный резерв мощности в Центральном энергорайоне Якутии, вытеснить часть устаревших, малоэффективных и экологически вредных котельных. Строительство планируется осуществить в две очереди — в первую установлены 4 газотурбинных установки и пиковые водогрейные котлы. Вторую очередь станции мощностью  160,4 МВт планируется построить на площадке Якутской ГРЭС и ввести в эксплуатацию в середине 2020-х годов